# Калиновка-Мордовська
Кали́новка-Мордо́вська (рос. Калиновка-Мордовская, ерз. Калиновка Мордовская) — селище у складі Ардатовського району Мордовії, Росія. Входить до складу Рідкодубського сільського поселення.

## Населення
Населення — 4 особи (2010; 20 у 2002).
Національний склад (станом на 2002 рік):
- ерзяни — 40 %
- росіяни — 30 %